# Você (Pessoa do Ano da Time)
"Você" (em inglês:  You) foi uma designação criada pela revista de notícias Time para a premiação Pessoa do Ano em 2006. Esse termo homenageou os usuários que contribuem para o desenvolvimento dos sítios virtuais, tais como Wikipédia, Facebook, YouTube e MySpace.